# Waldemar Barwiński
Waldemar Barwiński (ur. 11 kwietnia 1973 w Zamościu) – polski aktor teatralny, filmowy i telewizyjny, także dubbingowy oraz lektor.

## Życiorys
Absolwent klasy matematyczno-fizycznej I Liceum Ogólnokształcącego im. Hetmana Jana Zamoyskiego w Zamościu, potem – PWST w Warszawie (1996).
Aktor Teatru Dramatycznego w Warszawie (od 1996 roku), gościnnie występuje też w innych teatrach warszawskich. Dużą popularność przyniosły mu role na małym ekranie (seriale: Sława i chwała, Dom, Plebania, Na dobre i na złe, Anioł Stróż). Wcielił się w postać Pawła Pawika w serialu telewizyjnym Egzamin z życia (2006–2008) oraz mecenasa Barskiego w produkcji TVN-u Majka (2009–2010).
W 2008 wystąpił na koncercie z okazji Międzynarodowego Memoriału Pamięci i Mobilizacji w Walce z AIDS.
Jego żoną jest Monika Grzybowska.

## Teatr
W teatrze oficjalnie zadebiutował 11 lutego 1996 roku rolą Fryderyka Chopina w spektaklu Wokół Chopina Michała Znanieckiego na deskach warszawskiego Teatru Narodowego (Scena Operowa).

### Spektakle teatralne

#### Teatr Dramatyczny w Warszawie
- 1996 – Jak wam się podoba jako Orlando (reż. Piotr Cieślak)
- 1997 – Elektra jako członek chóru (reż. Krzysztof Warlikowski)
- 1998 – Joko świętuje rocznicę jako Joko (reż. P. Cieślak)
- 1998 – Adam Mickiewicz śmieszy tumani przestrasza (reż. P. Cieślak)
- 1998 – Niezidentyfikowane szczątki... jako Kane (reż. Grzegorz Jarzyna)
- 1999 – Powrót Odysa jako Telemach (reż. Krystian Lupa)
- 1999 – Opera żebracza jako Harry (reż. P. Cieślak)
- 2000 – Wszystko dobre, co się dobrze kończy jako żołnierz; Pan Drugi (reż. P. Cieślak)
- 2001 – Ansloschung – Wymazywanie jako Aleksander (reż. K. Lupa)
- 2001 – Alicja w krainie czarów jako Kapelusznik (reż. Tomasz Hynek)
- 2002 – Płatonow jako Cyryl (reż. Paweł Miśkiewicz); także asystent reżysera
- 2002 – Rewizor jako Piotr Iwanowicz Bobczyński (reż. Andrzej Domalik)
- 2004 – Pamiętnik jako Kacperski (reż. zespołowa)
- 2005 – Opowieści o zwyczajnym szaleństwie jako Mucha (reż. Agnieszka Glińska)
- 2006 – Przestrzeń Shelley jako Peter V. (reż. Krzysztof Rzączyński)
- 2007 – Pippi Pończoszanka jako Tommy (reż. A. Glińska)
- 2008 – Lulu na moście jako Billy – Alvin (reż. A. Glińska)
- 2008 – Borys Godunow jako Grigorij Otriepiew, Wania I (reż. Andriej Moguczij)

#### Inne sceny
- 1995 – Kabaret modernistyczny (reż. Wiesław Komasa, PWST w Warszawie)
- 1996 – Wokół Chopina jako Fryderyk Chopin (reż. M. Znaniecki, Teatr Narodowy w Warszawie)
- 2005 – Dyrektorzy jako Chatelet (reż. R. Szejd, Teatr Scena Prezentacje w Warszawie)
- 2005 – Wiem, że wiesz jako Pierre (reż. R. Szejd, Teatr Scena Prezentacje w Warszawie)
- 2006 – Masz być szczęśliwy jako Richard (reż. Jan Bratkowski, Teatr Ochoty w Warszawie)
- 2006 – Drugi pokój jako On (reż. Tomasz Mędrzak, Teatr Ochoty w Warszawie)
- 2007 – Spadkobiercy (reż. R. Szejd, Teatr Scena Prezentacje w Warszawie)
- 2008 – Przyjacielowi, który nie uratował mi życia (reż. Michał Sieczkowski, Przestrzeń Wymiany Działań Arteria)

#### Teatr Telewizji
- 1994 – Córka czasu (reż. Adam Ustynowicz)
- 1997 – Dziady (reż. Jan Englert)
- 1997 – Kobieta twojej młodości jako Jan (reż. Mirosław Gronowski)
- 1998 – Czyściec jako Student (reż. Janusz Kijowski)
- 1998 – Perła jako Kawaler de Guise (reż. Piotr Mikucki)
- 1999 – Cesarska miłość jako Naryszkin (reż. Leszek Wosiewicz)
- 1999–2000 – Fizjologia małżeństwa (cz. 1-24) jako Służący (reż. Krystyna Janda)
- 1999 – Dybuk jako Henoch (reż. Agnieszka Holland)
- 2008 – Ballada o kluczu jako Dostawca (reż. Waldemar Krzystek)

## Filmografia
- 1995: Młode wilki jako „Rudy” (reż. Jarosław Żamojda)
- 1996: Wezwanie jako Krzysztof, syn Makowskiej (reż. Mirosław Dembiński)
- 1996: Rudy, Alek, Zośka – lektor (reż. Benedykta Gliszczyńska)
- 1997: Taekwondo jako kolega Michała (reż. Moon Seung Wook)
- 2001: Boże skrawki jako młody partyzant (reż. Jurek Bogayevicz)
- 2001: Impuls amerykański. Rzecz o Henryku Sienkiewiczu (reż. Włodzimierz Szpak, film biograficzny o H. Sienkiewiczu)
- 2007: Katyń jako podporucznik (reż. Andrzej Wajda)

### Seriale telewizyjne
- 1997: Boża podszewka jako żołnierz AK (reż. Izabella Cywińska)
- 1997, 2000: Dom jako Kajtek Talar, syn Ewy i Andrzeja (reż. Jan Łomnicki, Marcin Łomnicki)
- 1997: Sława i chwała jako Bronek Złoty, kolega Ala Bilińskiego i Andrzeja Gołąbka (reż. Kazimierz Kutz)
- 2000-2002, 2004: Plebania jako Sławek Stajniak, mąż Ewy (reż. różni)
- 2000: Twarze i maski (reż. Feliks Falk)
- 2001, 2004: Na dobre i na złe jako Jeżyk, wnuk pani Reginy, adwokat Marka; potem adwokat w ogóle (reż. różni)
- 2005: Anioł Stróż jako Anioł Gabriel (reż. Filip Zylber)
- 2006–2008: Egzamin z życia jako Paweł Pawik, kolega Łukasza Wrońskiego (reż. różni)
- 2006: Oficerowie jako lekarz (reż. Maciej Dejczer)
- 2008: Trzeci oficer jako lekarz (reż. M. Dejczer)
- 2009–2010: Majka jako mecenas Barski (reż. różni)
- 2010: Ratownicy jako prokurator Kubica (odc. 8)
- 2010: Usta usta jako szef Izy (odc. 15)
- 2010–2011: Ludzie Chudego jako młodszy aspirant Adam „Micha” Michalski
- 2012: Czas honoru jako pisarz Marcin Butermant
- 2012: Anna German – recepcjonista (odc. 5)
- 2012: Ojciec Mateusz jako Bogdan, ojciec Agnieszki (odc. 102)
- 2013: Głęboka woda jako wychowawca w hostelu (sezon II, odc. 3)
- 2014: Prawo Agaty jako adwokat (odc. 58)
- 2014: Pierwsza miłość jako Zygmunt
- 2016: Rodzinka.pl jako Zbyszek Rotnak (odc. 182)
- 2018: Ojciec Mateusz jako Dariusz Lisiecki (odc. 259)
- 2018: Na dobre i na złe jako Tomasz Kowalski, mąż Danuty (odc. 693)
- 2018: Młody Piłsudski jako sybirak Januszajtis (odc. 1, 2)
- 2019: Piłsudski jako Kon
- od 2019: Korona królów jako Jan Szczekna
- 2021: Komisarz Mama jako komisarz Jakub Kłosowski (odc. 8)

## Polski dubbing
- 2018: Dragon Ball Super –
  - Freeza,
  - Frost
- 2017: League of Legends – Rakann
- 2017: Twój Vincent – Theo van Gogh
- 2017: Need for Speed Payback – Sean „Mac” McAlister
- 2017: Alfa i Omega: Wyprawa do królestwa niedźwiedzi –
  - Chyżyk,
  - Książę Adam
- 2017: Transformers: Ostatni rycerz
- 2017: Riko prawie bocian – Mewa Francesco
- 2017: Ozzy – Fronky
- 2017: Zając Max ratuje Wielkanoc – Ferdi
- 2017: Alfa i Omega: Dino afera
- 2016: Zamiana – Trener Malloy
- 2017: Jestem Franky – Paul Mejía, Segundo Mejía
- 2017: Lego Batman: Film – Joker
- 2017: Boy 7
- 2017: Monster Trucks – Wade Coley
- 2017: Sing – Norman
- 2017: Pokémon seria: XYZ – Monsieur Pierre
- 2016: Bruno i Bucior: Wskakujcie do basenu – Melvin „Bucior” O’Neal
- 2016: Łowcy trolli – Steve
- 2016: Królowa Śniegu 3: Ogień i lód – Orm
- 2016: Mój rycerz i ja – Wilfried Biały
- 2016: Bob i świąteczna kraksa – Bojan
- 2016: Fantastyczne zwierzęta i jak je znaleźć
- 2016: Dishonored 2 – Mortimer Ramsey
- 2016: Battlefield 1 – postacie poboczne
- 2016: Tomek i przyjaciele: Wielki wyścig – Kuba
- 2016: Tom i Jerry: Powrót do Krainy Oz – Strach na Wróble
- 2016: Kulipari: Żabia armia – Jaber
- 2016: Nowe podróże Justina – Tata
- 2016: Nowe przygody Aladyna
- 2016: Powrót na Dziki Zachód – Cody Duvalier
- 2016: Ever After High: Zima wszech baśni – Snow King
- 2016: Epoka lodowcowa 5: Mocne uderzenie – Buck
- 2016: Mrówka Z – Mrówka Z
- 2016: Daleko na północy
- 2016: 7 krasnoludków i Królewna Śnieżka – nowe przygody – Sprytek
- 2016: BFG: Bardzo Fajny Gigant – Pan Tibbs
- 2016: Wszystkowidząca
- 2016: Warcraft: Początek – Medivh
- 2016: Psiaki Futbolaki – Fredek
- 2016: X-Men: Apocalypse – Charles Xavier/Profesor X
- 2016: Soy Luna – Ricardo Simonetti
- 2016: Kapitan Ameryka: Wojna bohaterów – Everett K. Ross
- 2016: Dzielny kogut Maniek – Konfetti
- 2016: K3 – Jean-Pierre Piquet
- 2016: Atomówki – Profesor Atomus
- 2016: Ratchet i Clank – Drek
- 2016: Ratchet & Clank – Drek
- 2016: Monster High – Podwodna straszyprzygoda – Wade
- 2016: Kung Fu Panda 3
- 2016: Lwia Straż – Janja
- 2016: Pies, który ocalił Wielkanoc – Will
- 2016: Sezon na misia 4: Strach się bać – Kabanos
- 2016: Superciapy – Mem
- 2016: Odlotowa przygoda – Frank
- 2016: Zwyczajny film – Papcio
- 2016: BoJack Horseman –
  - Herb Kazzaz,
  - Gość w typie Ryana Seacresta
- 2015–2016: Wodogrzmoty Małe – Stanford (Ford)
- 2015: Dorwać Asa – H.U.G.O.
- 2015: Alfa i Omega: Rodzinne wakacje – Chyżyk
- 2015: Rycerz Mike i wielka misja – Chlups
- 2015: Dobry dinozaur – Bili
- 2015: Jamie Mamacki –
  - Pan Rodrigue,
  - Mitch
- 2015: Strażak Sam i bohaterowie burzy –
  - Charlie,
  - Trevor
- 2015: Niech żyje król Julian – Karol
- 2015: Na końcu świata – Noah
- 2015: Pokémon seria XY: Przygody w Kalos – Monsieur Pierre
- 2015: Następcy – pan Delay
- 2015: 100 rzeczy do przeżycia przed liceum – pan Slinko
- 2015: Until Dawn
- 2015: Everybody’s Gone to the Rapture –
  - Sam Baker,
  - Terry Fletcher
- 2015: Koko smoko – Henryk
- 2015: Henio Dzióbek – Irek – tata Henia
- 2015: Alfa i Omega: Igrzyska w wilczym stylu – Chyżyk
- 2015: Twierdza: Krzyżowiec II
- 2015: Kraina jutra
- 2015: Wiedźmin 3: Dziki Gon – Radowid V Srogi
- 2015: Toy Story: Prehistoria – Jaszczurus Maximus
- 2015: Żółwik Sammy i spółka – Zgrywus
  - Arek,
  - Tata Roberta
- 2015: Evermoor
- 2015: Battlefield Hardline
- 2015: SpongeBob: Na suchym lądzie – Baniuś
- 2015: Pingwiny z Madagaskaru – Agent Utajniony
- 2015: Dying Light – Nick
- 2015: Exodus: Bogowie i królowie – Hagep
- 2014: Noc w muzeum: Tajemnica grobowca –
  - Larry Daley,
  - Laaa
- 2014: Hobbit: Bitwa Pięciu Armii – Bilbo Baggins
- 2014: LittleBigPlanet 3 – Newton Pudzio
- 2014: Franklin i przyjaciele: Polarny podróżnik – miś polarny
- 2014: Kosmoloty – Dodo
- 2014: Mój kumpel duch
- 2014: Tomek i przyjaciele: Opowieść o odwadze – Kuba
- 2014: Pan Smród – prezenter
- 2014: Sunset Overdrive
- 2014: Horronin
- 2014: Geronimo Stilton – Geronimo Stilton (seria druga)
- 2014: Lepszy model – James Hartley
- 2014: Doktor Jaciejakiegacie – Teddy
- 2014: Dziewczyna poznaje świat – Cory Matthews
- 2014: Pudłaki – Herbert Trubshaw
- 2014: Misja Lanfeusta – Thanos
- 2014: Disney Infinity 2.0: Marvel Super Heroes – Thor
- 2014: Rycerz Mike i wyprawa na Smoczą Górę – Chlups
- 2014: Japanizi Gonić Gonić Gong – Yoshi Amao
- 2014: Tarzan: Król dżungli – Greystoke
- 2014: Atomówki: Taneczne rewolucje – Fibonnacci Sequins
- 2014: Kroniki Xiaolin –
  - Doktor Toho,
  - Wielki Mistrz Dashi
- 2014: X-Men: Przeszłość, która nadejdzie – Charles Xavier/Młody Profesor X
- 2014: Listonosz Pat i wielki świat – Carbunkle
- 2014: Piotruś Królik – Orzeszek
- 2014: Fred: Obóz obciachu – Murray
- 2014: Rio 2 – Felippe
- 2014: Transformers Prime: Beast Hunters - Predacons Rising – Skylynx
- 2014: Franklin i przyjaciele: Podwodna wyprawa
- 2014: Grachi – Francisco Alonso
- 2014: Muppety: Poza prawem – Scooter
- 2014: Cloud 9 – Richard Morgan
- 2014: Pan Peabody i Sherman – Paul Peterson
- 2014: Jasiek i Tyćki – Szymuś
- 2014: Liv i Maddie – Johnny Nimbus
- 2014: Pac-Man i upiorne przygody – Apex
- 2014: W tę i nazad – komandor Gałka
- 2014: Mixele – Vulk
- 2013: Hobbit: Pustkowie Smauga – Bilbo Baggins
- 2013: Pokémon: Czerń i Biel: Przygody w Unovie i nie tylko – Pan Ciacho
- 2013: Ratujmy Mikołaja! – Żołnierzyk
- 2013: Nawiedzeni – sierżant Półchłop
- 2013: Tree Fu Tom –
  - Zigzoo,
  - Rickety,
  - Robot Zigzoo
- 2013: Hulk i agenci M.I.A.Z.G.I. – Thor
- 2013: Avengers: Zjednoczeni – Thor
- 2013: Smerfy 2 – Patrick
- 2013: Lego Batman – Flash/Barry Allen
- 2013: Gang Olsena wraca do gry – Benny Frandsen
- 2013: Jeździec znikąd – Wendell
- 2013: Uniwersytet potworny – Frank
- 2013: Thor ratuje przyjaciół – Szef
- 2013: Życie Pi – Młodszy inspektor ubezpieczeniowy
- 2013: Szczury laboratoryjne
- 2013: Sylwester i Tweety na tropie
- 2012: Barbie: Księżniczka i piosenkarka – Seymour Crider
- 2012: Hobbit: Niezwykła podróż – Bilbo Baggins
- 2012: Zou – Tata
- 2012: Sherlock Jak – Boa
- 2012: Klinika dla pluszaków – Zły król
- 2012: Dziewczyna kontra potwór – Steve Lewis
- 2012: Ben 10: Omniverse –
  - Feedback,
  - Psyphon
- 2012: Mega Spider-Man –
  - Trapster,
  - Thor
- 2012: Iron Man: Armored Adventures – Justin Hammer
- 2012: Violetta – Pablo Galinda
- 2012: Ralph Demolka – Felix
- 2012: Piraci! – Kapitan piracki
- 2011: Muppety – Skuter
- 2011: Wiedźmin 2: Zabójcy królów – Radowid Srogi
- 2011: Przygody Adasia i Tosi – Adaś
- 2011: Winx Club: Magiczna przygoda – Sky
- 2011: Jednostka przygotowawcza: Aniołki kontra Ancymony – Wayne
- 2011: Jednostka przygotowawcza – Wayne
- 2011: Rycerz Mike – Chlups
- 2011: Z kopyta – Falafel Phil
- 2011: Smerfy – Patrick
- 2011: Pan Popper i jego pingwiny – Popper
- 2011: Power Rangers Samurai – Spike
- 2011: Planeta Sheena – Pinter
- 2011: Z innej beczki – Matthew Bailey
- 2011: Abby i latająca szkoła wróżek – Gapuś
- 2011: Wróżkowie chrzestni: Dorośnij Timmy! – Magnat
- 2011: Scooby Doo: Pogromcy wampirów – Daniel
- 2011: Ben 10: Ultimate Alien – Aggregor
- 2011: Pora na przygodę! – Cytryndor
- 2011: Zwyczajny serial – Papcio
- 2011: Gwiezdne wojny: Nowa nadzieja – generał Conan Antonio Motti
- 2011: Rio
- 2011: Mali agenci: Wyścig z czasem – Wilbur
- 2011: Miś Yogi – Asystent burmistrza
- 2011: Boska przygoda Sharpay – Jerry Taylor
- 2011: Akwalans – Oscar
- 2011: Księżycowy miś
- 2011: Cziłała z Beverly Hills 2 – Alberto
- 2011: Scooby Doo i brygada detektywów – Franklin Fruitmeir
- 2011: Gormiti – Anonim (odc. 12)
- 2010: Arcania: Gothic 4
- 2010: Mr. Young – Preston Pickles
- 2010: Brat zastępowy – Trener Drużyny
- 2010: Avengers: Potęga i moc – Clint Barton/Sokole Oko
- 2010: Opowieści z Narnii: Podróż Wędrowca do Świtu – Piotr Pevensie
- 2010: Connor Heath: Szpieg stażysta – Diego Ramirez
- 2010: Zakochany wilczek – Humphrey
- 2010: Goonies – Francis Fratelli
- 2010: Zemsta futrzaków – Dan
- 2010: Barbie w świecie mody – Reżyser
- 2010: Pokémon: Arceus i Klejnot Życia – Arceus
- 2010: Super Hero Squad – Srebrny Surfer
- 2010: Sezon na misia 3 – Alistair
- 2010: Stich!
- 2010: Strażackie opowieści – Szef
- 2010: Przyjaciel świętego Mikołaja – James
- 2010: Harriet szpieguje: Wojna blogów – Roger Welsch
- 2010: Garfield ucieka z komiksu – Jon
- 2010: Randka z gwiazdą – Alan Smith
- 2010: Liga Złośliwców – Stróż porządku
- 2010: Moje życie ze mną
- 2010: Mania
- 2010: Pieskie życie – Chuck
- 2010: Percy Jackson i bogowie olimpijscy: Złodziej pioruna – Przewoźnik
- 2010: Rajdek – mała wyścigówka
- 2010: Mass Effect 2 – Kaidan Alenko
- 2009: Pokémon: Galaktyczne bitwy –
  - Reggie,
  - Byron,
  - Pan Ciacho
- 2009: Dzieci Ireny Sendlerowej – Wiktor
- 2009: Dragon Age: Początek
- 2009: Noddy w Krainie Zabawek
- 2009: Huntik: Łowcy tajemnic – Cherit
- 2009: Alvin i wiewiórki 2 – Toby
- 2009: Stacyjkowo –
  - Feliks,
  - Mtambo
- 2009: Tatastrofa – Neal Morris
- 2009: Epoka lodowcowa 3: Era dinozaurów – Buck
- 2009: Scooby-Doo: Strachy i patałachy – Dyrektor
- 2009: Opowieść o dinozaurach – Dweeb
- 2009: Garfield: Koty górą – Odie / Odious
- 2009: Tomek i przyjaciele: Bohater torów – Kuba
- 2009: Opowieść wigilijna
- 2009: Góra Czarownic – Matheson
- 2009: W ukrytej kamerze – Miles McDermott
- 2009: Tropiciele zagadek – Długi
- 2009: Potwory kontra Obcy – Derek
- 2009: Ben 10: Obca potęga – Psyphon
- 2009: Strażnicy z Chinatown – Chris
- 2009: Plan Totalnej Porażki – Justin
- 2009: Balto II: Wilcza wyprawa –
  - Terrier,
  - Rosomak 2,
  - Sumac
- 2009: Dinopociąg – Konduktor
- 2008: Batman: Odważni i bezwzględni – Dr Choi / Atom
- 2008: Opowieści z Narnii: Książę Kaspian
- 2008: Garfield: Festyn humoru – Odie
- 2008: Wyprawa na Księżyc 3D – Komandor Armstrong
- 2008: Szanowni państwo X – Błyskacz
- 2008: Była sobie Ziemia – Pierrot
- 2008: Kot Crawford – Crawford
- 2008: Mass Effect
- 2008: Pingwiny z Madagaskaru −
  - Leonard,
  - Roy
- 2008: Animalia – Iggy
- 2008: Nie ma to jak statek – Pan Blanket
- 2008: Nieidealna –
  - Trener Pirson,
  - Corn
- 2008: WALL·E – WALL·E
- 2007: Arka Noego – Jafet
- 2007−2010: Kudłaty i Scooby Doo na tropie – Robik
- 2007: Klub Winx – tajemnica zaginionego królestwa – Książę Sky
- 2007: Czarodziejskie kalosze Williama – narrator
- 2007: Lucky Luke na Dzikim Zachodzie – Jolly Jumper
- 2007: Czarodzieje z Waverly Place
- 2007: Film o pszczołach
- 2007: Fineasz i Ferb
- 2007: Wiedźmin –
  - Leo,
  - król Radowid,
  - Strażnik,
  - Mervin Ademeyn
- 2007: Koń wodny: Legenda głębin
- 2006: Karol. Papież, który pozostał człowiekiem – ks. Jerzy Popiełuszko
- 2006: I ty możesz zostać bohaterem – Lonnie Brewster
- 2006: Za linią wroga II: Oś zła – porucznik Robert James
- 2006: Amerykański smok Jake Long – Jonathan
- 2006: Nie ma to jak hotel – Tom
- 2006: Krowy na wypasie − Freddy
- 2006: Zawiadowca Ernie
- 2006: Lola i Virginia – Rafał
- 2006: Wymiennicy – Pan Winters
- 2006: Polly World – Dj
- 2005–2008: Awatar: Legenda Aanga
- 2005: Spadkobiercy tytanów – Hermes
- 2005: Lassie – Tom
- 2004–2008: Batman –
  - Firefly,
  - Cash Tankenson (odc. 32),
  - Francis Grey (odc. 48)
- 2004–2008: SpongeBob Kanciastoporty
- 2004–2006: Liga Sprawiedliwych bez granic –
  - Hawkman/Carter Hall (odc. 28, 37),
  - Móżdżak 5 (odc. 36)
- 2004: Klub Winx − Duman
- 2003-2008: Truskawkowe Ciastko – Szkarłatne Ciastko
- 2001: Odjazdowe zoo
- 2000–2006: Pokémon – Brock (tylko sezon 10)
- 2000: Słowami Ginger – Jean-Pierre / Jed / Pan Gardner
- 1999–2004: Rocket Power – Ray
- 1997: Byli sobie odkrywcy – Dorosły Pierre
- 1997: Niedźwiedź w dużym niebieskim domu
- 1992–1998: Batman – Strach na Wróble / dr Jonathan Crane
- 1988–1994: Garfield i przyjaciele –
  - Hycel (odc. 6a),
  - Strażnik (odc. 8a),
  - Gary (odc. 9a),
  - Głos w pastiszu trailera (odc. 10c),
  - Prezenter kociego konkursu (odc. 11a),
  - Listonosz Herman
  - Rick Deltoid (odc. 19c),
  - Ojciec Roscow (odc. 23c),
  - Łasica (odc. 36b, 40b, 41b, 43b),
  - Kaktus Charlie (odc. 48c),
  - Sprzedawca kocich łózek (odc. 49c),
  - Floyd (odc. 50c)
- 1983: Dookoła świata z Willym Foggiem – Sullyvan
- 1978: Był sobie człowiek – Pierre

## Nagrody i wyróżnienia
- 1996 – wyróżnienie za rolę Przyjaciela w przedstawieniu Zabawa z ogniem Augusta Strindberga na XIV Festiwalu Szkół Teatralnych w Łodzi
- 2005 – Feliks Warszawski w kategorii najlepsza drugoplanowa rola męska za rolę Muchy w spektaklu Opowieści o zwyczajnym szaleństwie Petra Zelenki wystawianym w warszawskim Teatrze Dramatycznym (aktor otrzymał też oprócz statuetki nagrodę pieniężną w wysokości 12 500 zł[2])